# Renault Argentina
Renault Argentina S.A., kurz RASA, vorher Industrias Kaiser Argentina, IKA Renault und Compañía Interamericana de Automoviles, ist ein argentinischer Hersteller von Automobilen.

## Unternehmensgeschichte

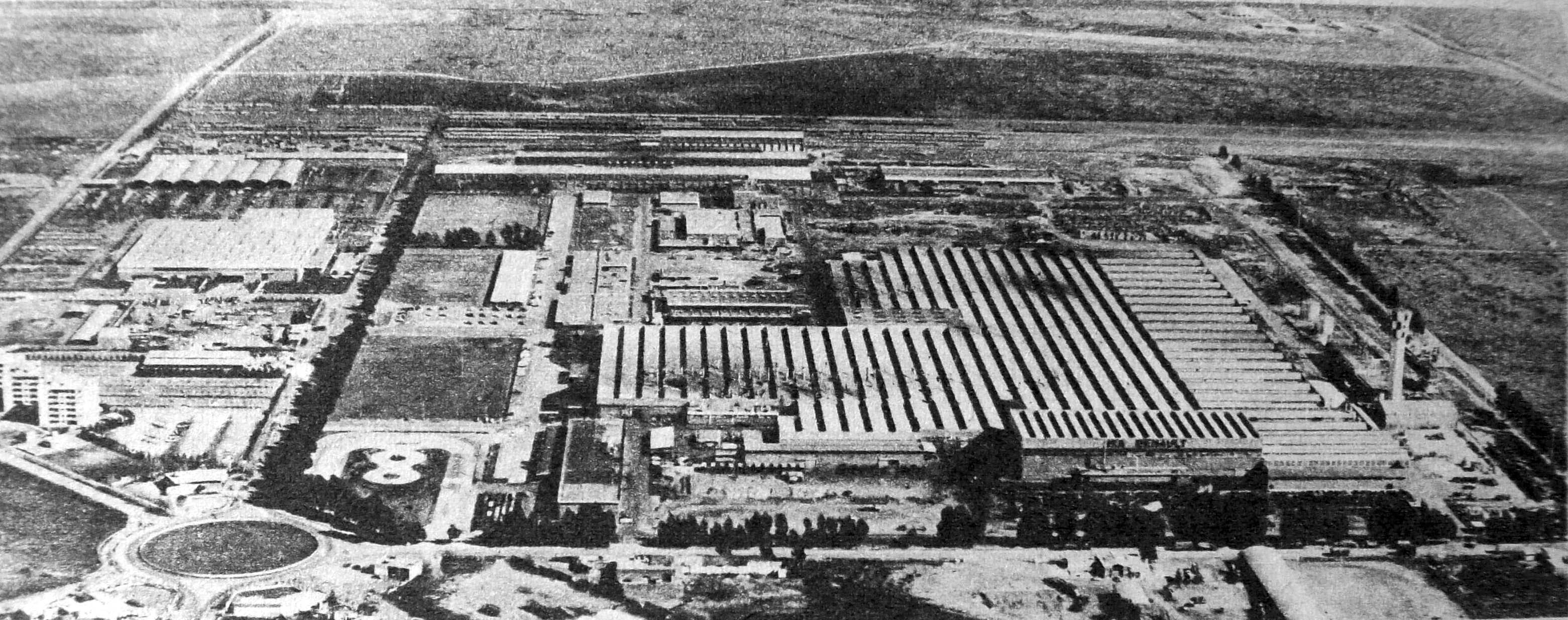
Luftaufnahme des Werkes von 1970

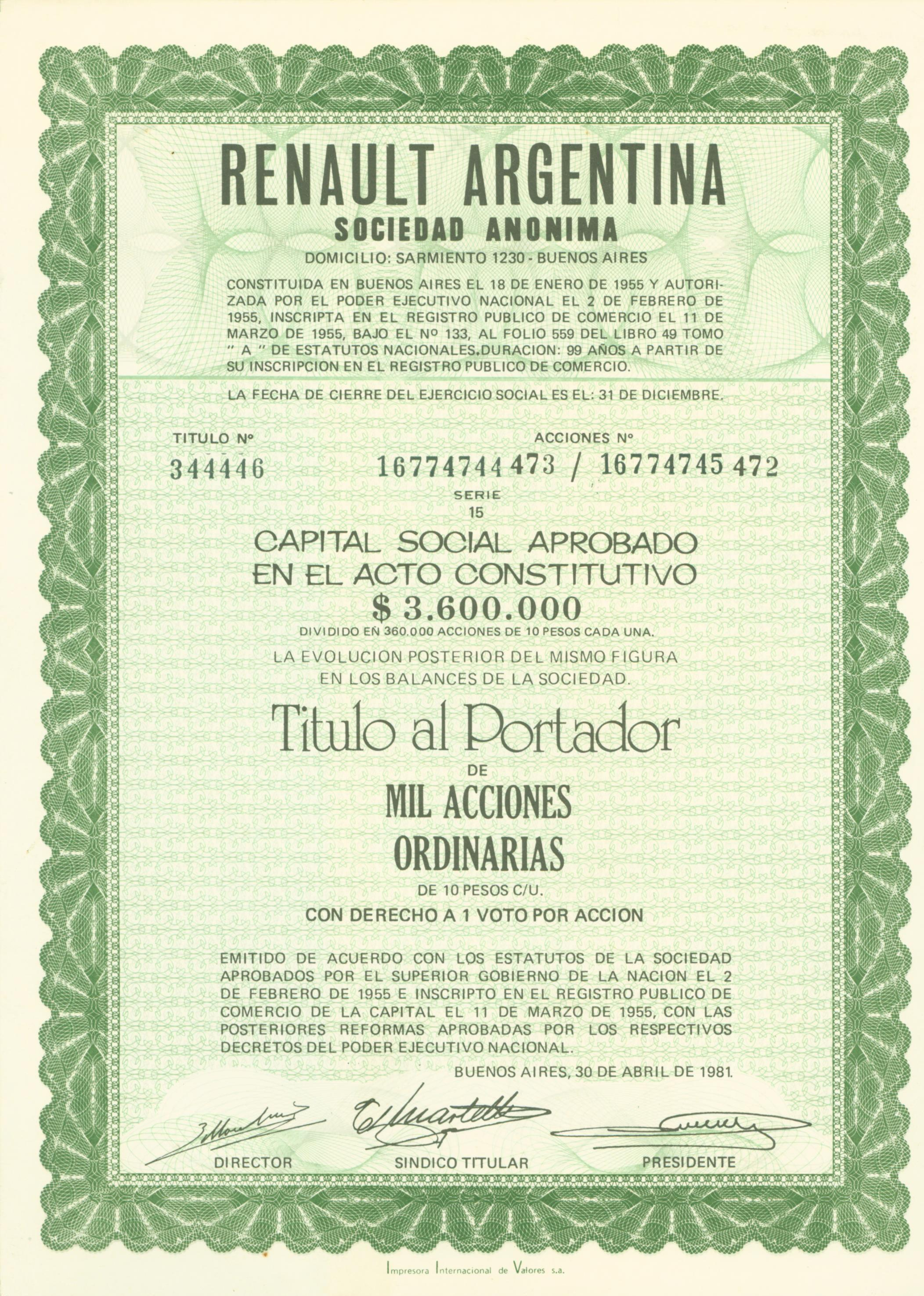
Aktie der Renault Argentina S. A. vom 30. April 1981

Im Januar 1955 gründeten Kaiser Motors und Industrias Aeronáuticas y Mecánicas del Estado das Gemeinschaftsunternehmen (Joint Venture) Industrias Kaiser Argentina. Sitz war in Córdoba. Im April 1956 begann die Produktion von Automobilen. Außerdem wurden Fahrzeuge von Kaiser aus den USA importiert. 1959 schloss der damalige Leiter James McCloud mit Alfa Romeo ein Abkommen zur Produktion eines Alfa-Romeo-Modells, das daraufhin von 1960 bis 1962 gefertigt wurde. 1960 kam es zu einem weiteren Abkommen mit Renault zur Herstellung von Renault-Fahrzeugen.
1967 übernahm Renault die Mehrheit und benannte das Unternehmen in IKA Renault um. 1975 erfolgte die nächste Umbenennung in Renault Argentina. 1992 übernahm Manuel Fernando Antelo die Kontrolle über das Unternehmen und benannte es in Compañía Interamericana de Automoviles S.A., kurz Ciadea, um.
Als Antelo 1997 seine Anteile abgab, erfolgte die Rückbenennung in Renault Argentina.
Inzwischen befindet sich der Unternehmenssitz in Buenos Aires.

## Renault-Fahrzeuge

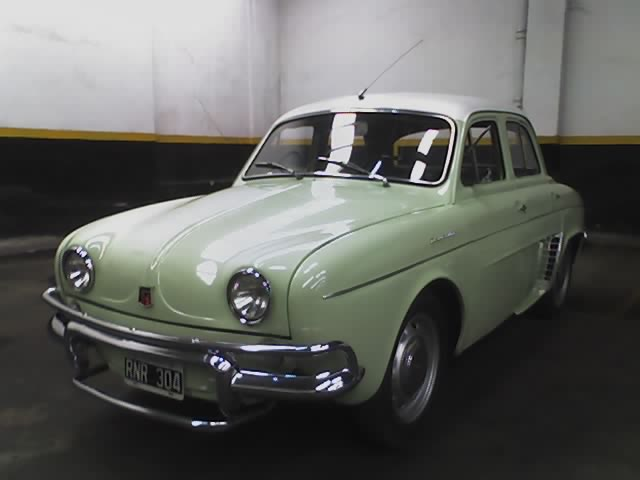
Renault Dauphine

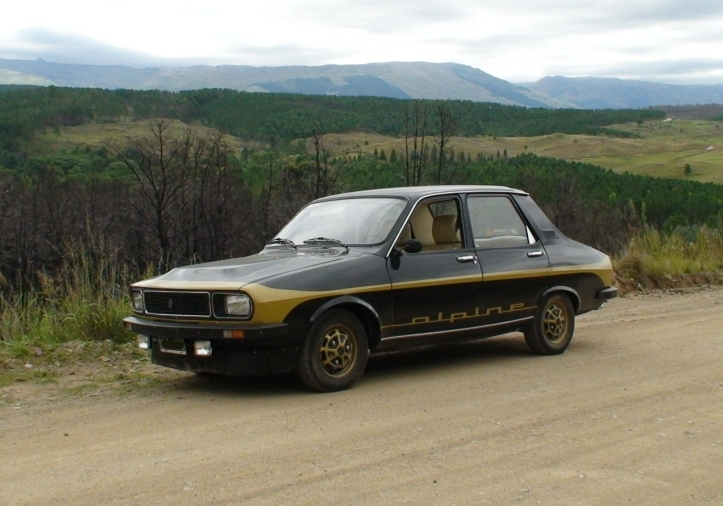
Renault 12 Alpine

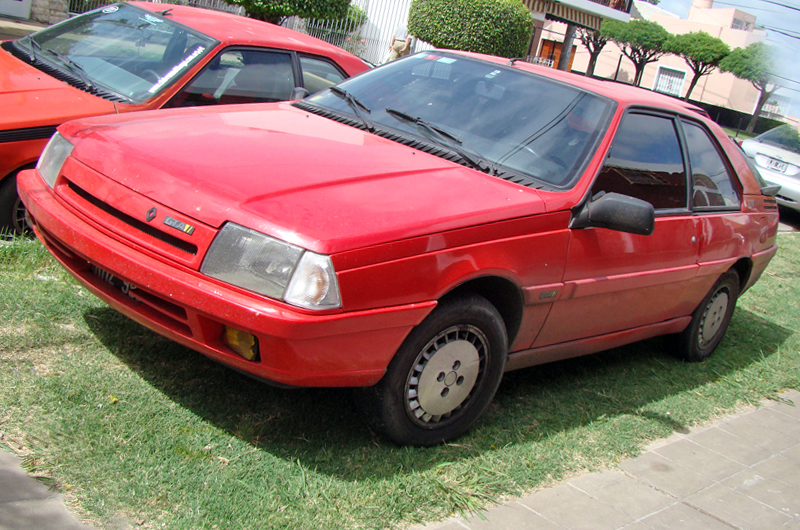
Renault Fuego

Erstes Renault-Modell war der Renault Dauphine, von dem zwischen Juli 1960 und 1970 53.643 Fahrzeuge entstanden. Der Renault Dauphine Gordini brachte es zwischen September 1962 und 1970 auf 34.566 Stück. Eine andere Quelle gibt für den Dauphine den Produktionszeitraum von 1960 bis 1966 sowie für den Dauphine Gordini 1962 bis 1970 an. Die Produktionszahlen stimmen überein.
Vom Renault 4 stellte das Unternehmen zwischen 1964 und 1970 60.221 Fahrzeuge her. Eine andere Quelle gibt davon abweichend an, dass zwischen 1963 und 1970 148.170 Fahrzeuge von der Pkw-Ausführung entstanden und zusätzlich 9145 Fahrzeuge von den Nutzfahrzeugausführungen Kastenwagen und Pick-up. Es gibt auch eine Stückzahl von 166.305 Exemplaren.
1967 begann die Fertigung des Renault 6. Eine andere Quelle gibt an, dass das Unternehmen zwischen 1969 und 1978 57.534 Fahrzeuge des Renault 6 herstellte und zwischen 1978 und 1984 weitere 23.335 Fahrzeuge des Renault 6 GTL.
Der Renault 12 stand als Limousine und bald auch als Kombi zwischen 1971 und 1994 im Sortiment. Eine andere Quelle nennt den Produktionszeitraum 1970 bis 1994 und die Stückzahl von 444.538 Fahrzeugen, inklusive 493 Exemplaren des Renault 12 Alpine.
Den Renault 18 gab es von 1981 bis 1993. Insgesamt entstanden hiervon 132.956 Limousinen und Kombis.
Der Renault Fuego wurde zwischen 1982 und 1992 produziert. Eine andere Quelle gibt an, dass die Produktion von 1982 bis 1986 lief und 19.857 Fahrzeuge dieses Modells entstanden.
1986 begann die Fertigung des Renault 11. Eine andere Quelle gibt 79.037 Fahrzeuge für den Zeitraum von 1984 bis 1994 an.
Den Renault 9 gab es zwischen 1987 und 1996. Eine andere Quelle nennt den Produktionszeitraum von 1987 bis 1997 und die Stückzahl 144.262.
Zwischen 1989 und 1996 wurde der Renault 21 hergestellt. Eine andere Quelle bestätigt den Zeitraum und nennt 37.898 Fahrzeuge in den Ausführungen als Stufenhecklimousine und als Kombi namens Nevada.
1993 begann die Produktion des Renault 19. Hiervon entstanden 180.164 Fahrzeuge.
1996 folgte der Renault Clio.
1998 kam der Renault Mégane dazu.
1999 wurde der Renault Kangoo eingeführt.
1999 bestand das Angebot aus den Modellen Clio, 19, Mégane und Kangoo.
Im Sommer 2016 listete das Unternehmen die Modelle Clio, Sandero, Sandero Stepway, Logan, Duster, Fluence, Mégane III, Kangoo, Clio Work, Duster Oroch und Master auf. Einige dieser Modelle werden in Europa unter der Marke Dacia angeboten.
Der Markenname lautet Renault, in der Vergangenheit auch IKA Renault.

## Andere Fahrzeuge

### Jeep (1956–1978)

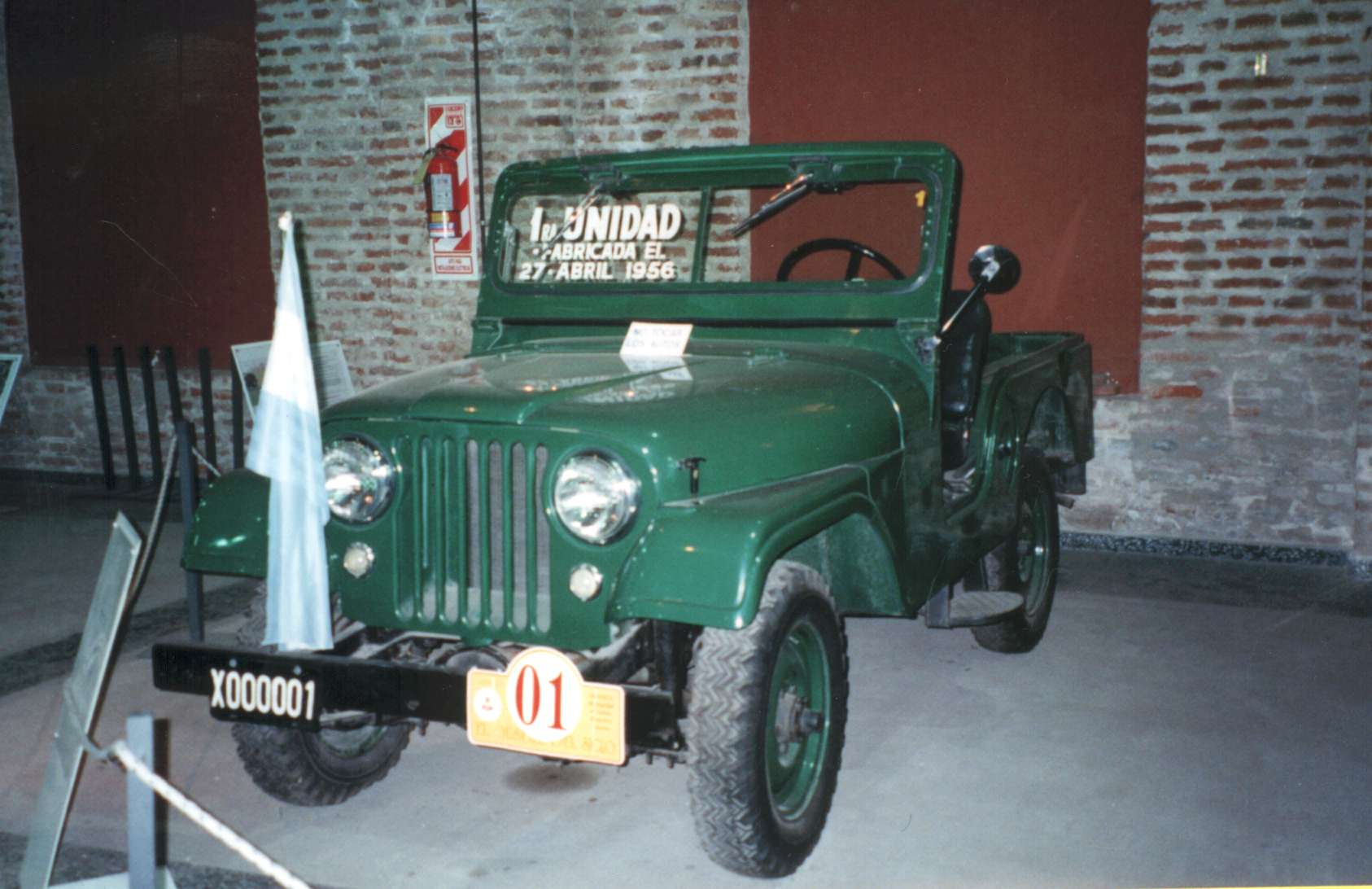
Der erste Jeep aus argentinischer Fertigung.

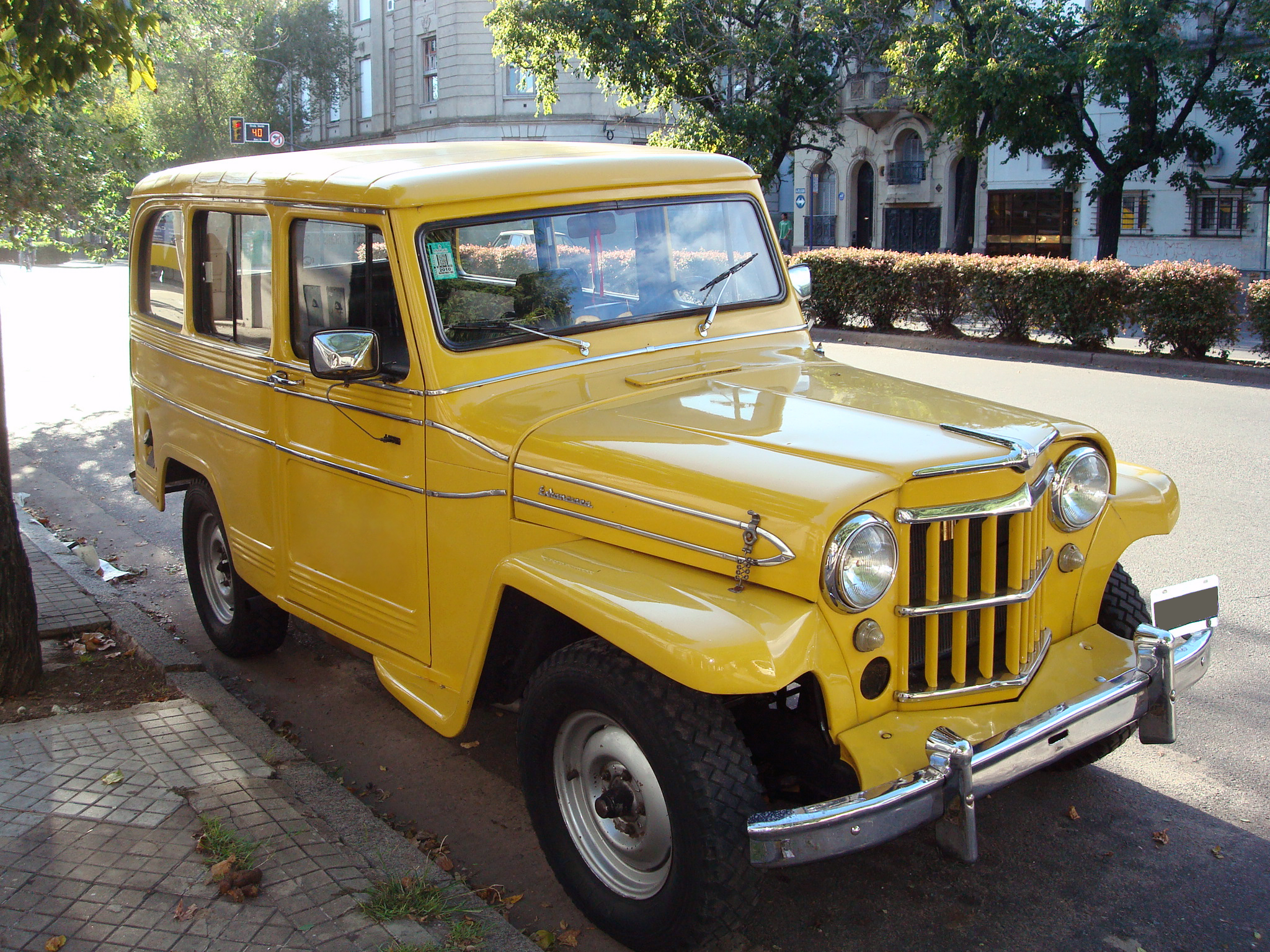
Jeep Estanciera

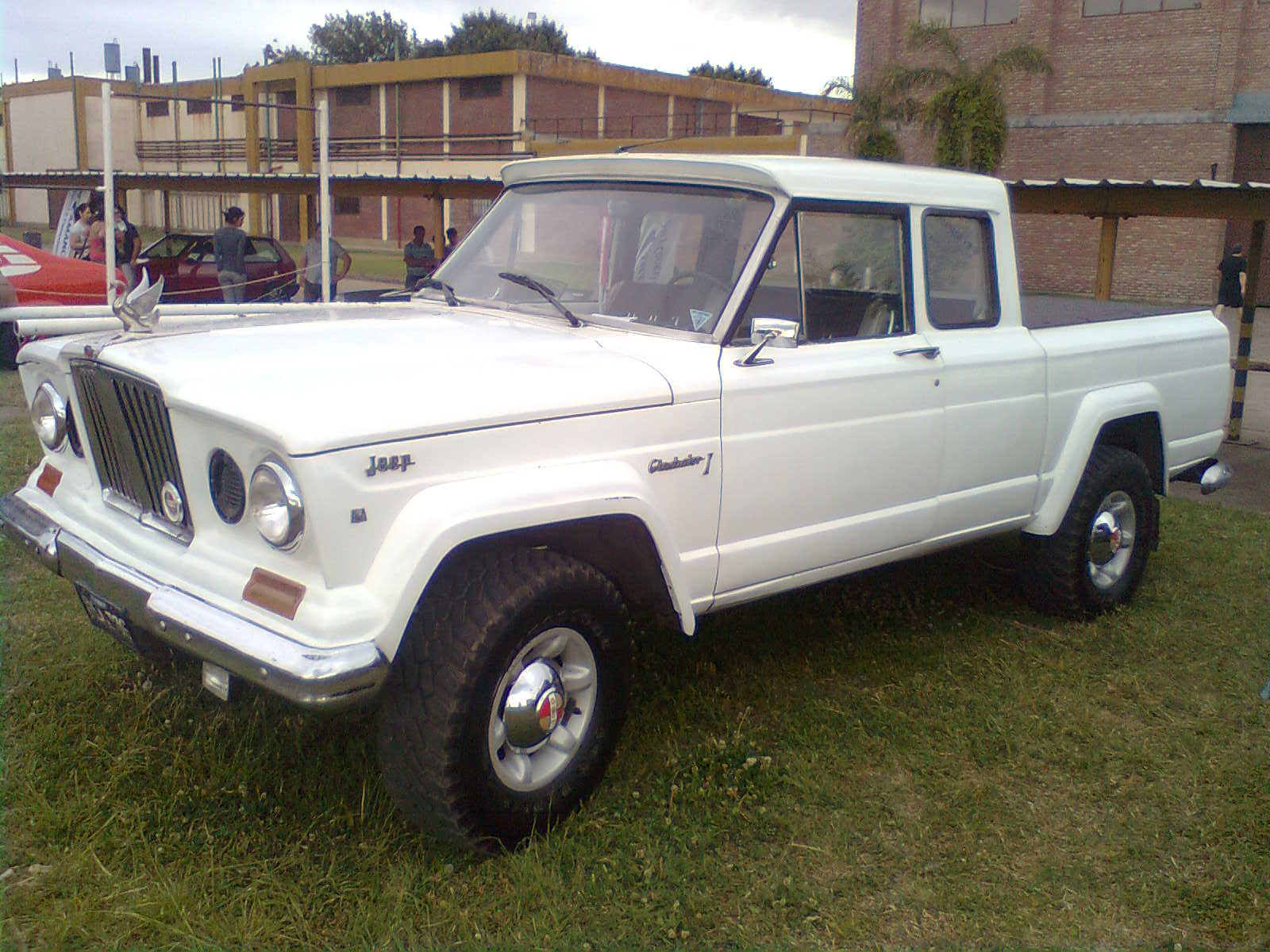
Jeep Gladiator

Der Geländewagen Jeep entstand ab 1956. Anfangs wurden nur 40 % der Teile in Argentinien hergestellt. Die Produktion lief bis 1978. Bei einem Radstand von 2057 mm und einer Spurweite von 1225 mm waren die Fahrzeuge 3600 mm lang, 1750 mm breit und 1840 mm hoch. Das Leergewicht war mit 1100 kg angegeben. Ein Vierzylinder-Ottomotor mit 84,1 mm Bohrung, 111,1 mm Hub, 2480 cm³ Hubraum und 77 PS Leistung trieb die Fahrzeuge an.
Die Ausführung als Pick-up gab es ebenfalls von 1956 bis 1978. Der verlängerte Radstand von 2654 mm brachte eine Fahrzeuglänge von 4200 mm und ein Leergewicht von 1160 kg. Außer dem bekannten Ottomotor gab es von 1971 bis 1974 auch einen Vierzylinder-Dieselmotor. Er hatte 88 mm Bohrung, 80 mm Hub, 1946 cm³ Hubraum und 45 PS Leistung.
Das Nutzfahrzeug Carguero gab es von 1966 bis 1969. Radstände von 200 cm und 250 cm standen zur Wahl. Die Abmessungen 4970 mm Länge, 1830 mm Breite und 1455 mm Höhe sowie 1050 kg Leergewicht sind überliefert. Sowohl der Benzin- als auch der Dieselmotor waren erhältlich.
Der Estanciera war die Kombiausführung des Jeep. Die erste Version gab es von 1957 bis 1965. Sie hatte zwei seitliche Türen, die 1960 erschienene Taxivariante drei. Ein Sechszylindermotor mit 84,1 mm Bohrung, 111,1 mm Hub, 3707 cm³ Hubraum und 115 PS Leistung trieb die Fahrzeuge an. Sie waren bei einem Radstand von 2654 mm 4476 mm lang, 1727 mm breit und 1912 mm hoch.
Der Estanciera 1965 folgte 1965 und blieb nur ein Jahr im Sortiment. Er hatte einen anderen Sechszylindermotor mit 84,9 mm Bohrung, 87 mm Hub, 2965 cm³ Hubraum und 117 PS Leistung. Bei gleichem Radstand waren die Fahrzeuge 4200 mm lang, 1750 mm breit und 1840 mm hoch.
Zeitgleich gab es den Estanciera 66. Er hatte eine modernere Karosserie ohne abstehende vordere Kotflügel. Zur Wahl standen im Tornado 181 der kleine Sechszylindermotor wie im Estanciera 1965 sowie im Tornado 230 eine vergrößerte Version des Motors aus dem Estanciera mit 84,9 mm Bohrung, 111,1 mm Hub, 3770 cm³ Hubraum und 132 PS Leistung.
Den Baqueano gab es von 1959 bis 1963 als zweitürigen Pick-up. Er hatte den Motor mit 3707 cm³ Hubraum.
Von 1959 bis 1967 gab es außerdem den Utilitarios als Kastenwagen. Zur Wahl standen die Motoren mit 2965 cm³, 3707 cm³ und 3770 cm³ Hubraum.
Der Jeep Gladiator war ein Pick-up mit einer moderneren Karosserie. Er stand von 1963 bis 1965 im Sortiment. Zweirad- und Allradantrieb standen zur Wahl. Ein Sechszylindermotor mit 84,1 mm Bohrung, 111,1 mm Hub, 3707 cm³ Hubraum und 115 PS Leistung trieb die Fahrzeuge an. Bei einem Radstand von 3048 mm waren die Fahrzeuge 4965 mm lang, 1996 mm breit und 1912 mm hoch.
Der Jeep Gladiator Tornado, auch Jeep Súper genannt, folgte von 1965 bis 1967. Die Bohrung war geringfügig auf 84,9 mm erhöht worden, wodurch sich 3770 cm³ Hubraum und 132 PS Leistung ergaben.
Von 1967 bis 1975 gab es den Jeep T 80 mit dem gleichen Motor, bei dem ein anderer Kühlergrill auffällt.
Darauf folgte von 1970 bis 1978 der Jeep T 1000 mit einem Vierzylinder-Dieselmotor. 91,4 mm Bohrung und 127 mm Hub ergaben 3333 cm³ Hubraum und 73 PS. Zwischen 1975 und 1977 gab es für dieses Modell auch den bisherigen Ottomotor mit 3770 cm³ Hubraum und auf 178 PS gesteigerter Leistung.
Zwei Quellen nennen den Markennamen Jeep. Es gibt aber auch Hinweise auf die Markennamen IKA und IKA Renault.

### Kaiser Carabela (1958–1961)

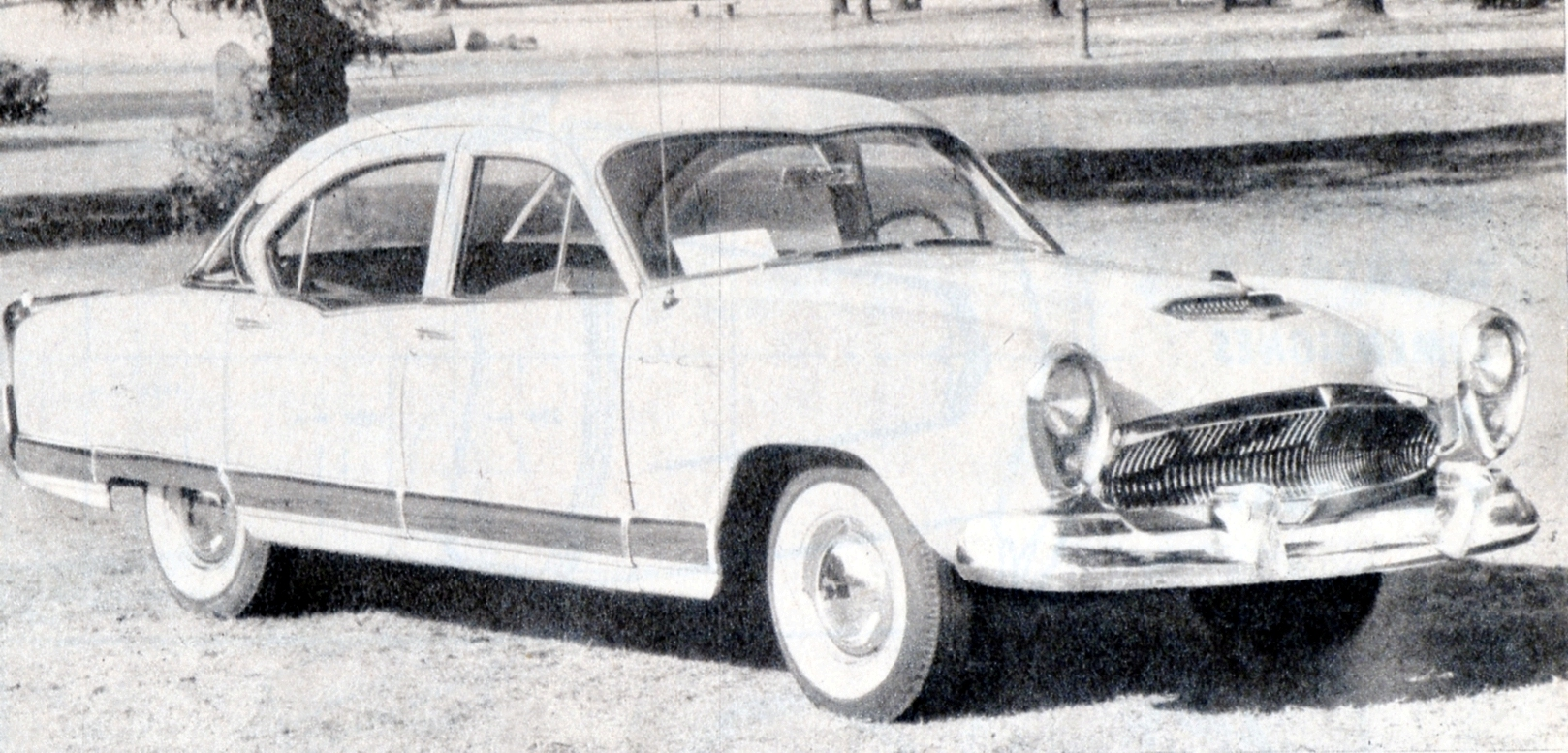
Kaiser Carabela

IKA importierte zunächst rund 1000 Fahrzeuge des Kaiser Manhattan. Dann waren die bereits erworbenen Produktionsanlagen für das Modell installiert und 1958 begann die Produktion. Die Fahrzeuge wurden nun unter der Marke Kaiser als Modell Carabela vermarktet. Die Radaufhängungen sowie einige Details im Innenraum wichen vom Original ab. Im Angebot stand nur die viertürige Limousine. Die Fahrzeuge waren bei 3010 mm Radstand 5475 mm lang, 1900 mm breit und 1545 mm hoch. 1961 oder 1962 endete die Produktion dieses Modells. Von den über 10.000 hergestellten Fahrzeugen waren 57 Taxis.

### Bergantín (1960–1962)
Das Unternehmen erwarb von Alfa Romeo die Produktionsanlagen für den Alfa Romeo 1900, dessen Produktion in Italien ausgelaufen war. Am 10. März 1960 begann die Produktion.
Einige Teile kamen vom Jeep. Dazu gehörten Hinterachse und Motor. Der verwendete Motor war ein Vierzylindermotor mit 84,1 mm Bohrung, 111,1 mm Hub, 2480 cm³ Hubraum und 77 PS Leistung. Daneben gab es ab 1961 zusätzlich das Modell Súper 6 mit einem Sechszylindermotor mit den gleichen Abmessungen, 3707 cm³ Hubraum und 115 PS Leistung.
Die viertürige Limousine war in den Ausführungen Standard, De Luxe und als Taxi erhältlich. Die Fahrzeuge mit 2626 mm Radstand und 1338 mm Spurweite waren 4400 mm lang, 1600 mm breit und 1510 mm hoch. Das Leergewicht war mit 1300 kg bzw. 1360 kg für das Sechszylindermodell angegeben.
Am 21. Februar 1962 endete die Produktion. Je nach Quelle entstanden 4796 oder 8351 Fahrzeuge. Einige Quellen geben an, dass die Fahrzeuge unter der Marke Bergantín vermarktet wurden. Es gibt aber auch Hinweise auf den Markennamen IKA.

### Rambler (1962–1975)

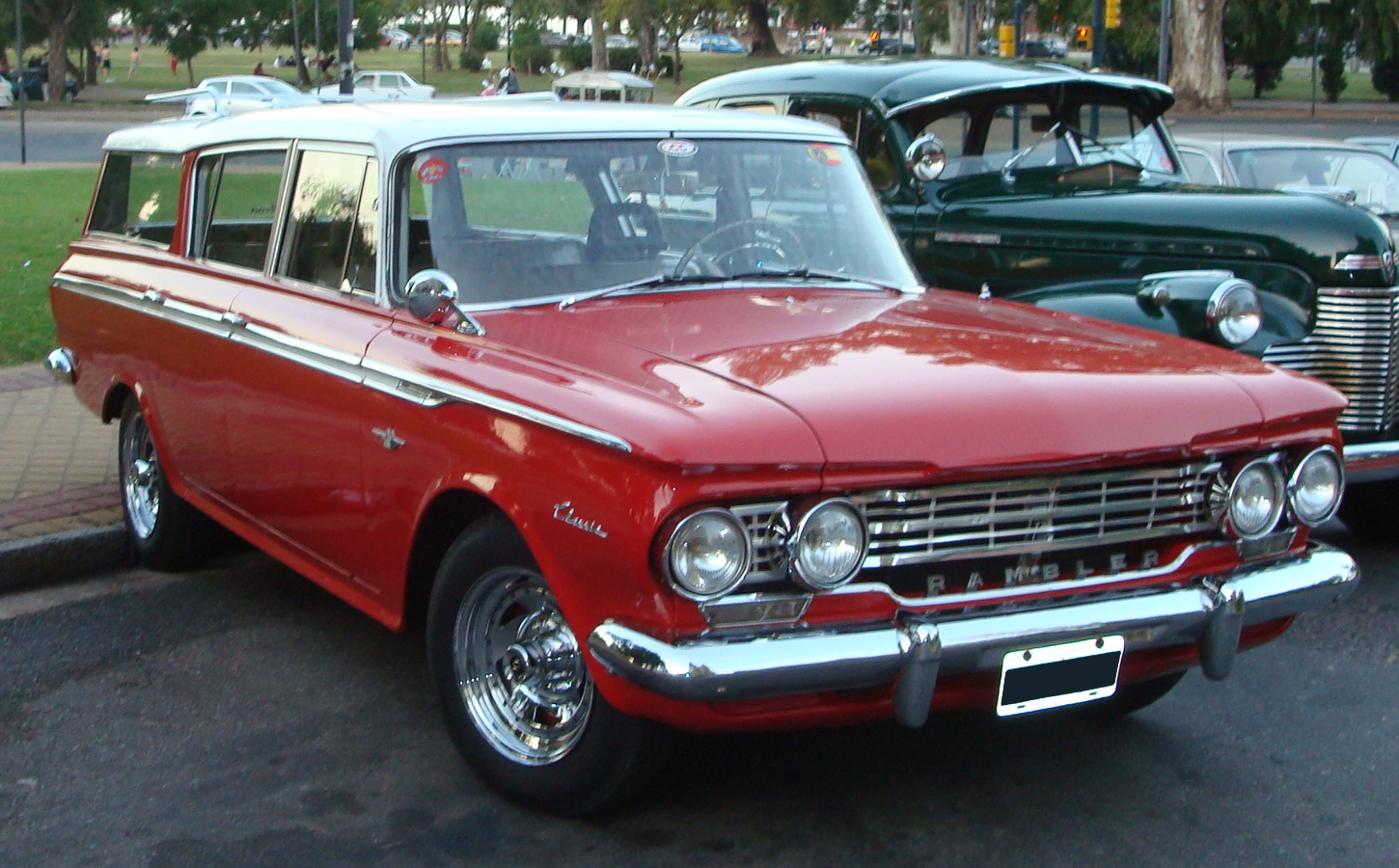
Rambler Cross Country

Diese Modelle entsprachen weitgehend den Rambler American der American Motors Corporation. Sie wurden als Rambler vermarktet.
Von 1962 bis 1963 gab es die Ausführungen Classic Custom, Classic Custom de Luxe und Ambassador 400 als viertürige Limousinen. Sie hatten 2746 mm Radstand und waren 4840 mm lang, 1840 mm breit und 1450 mm hoch. Der bereits bekannte Motor mit 3707 cm³ Hubraum trieb die Fahrzeuge an. Der viertürige Kombi hieß Cross Country. Er hatte die gleichen Abmessungen.
Für die Zeit von 1963 bis 1964 sind die Modelle Classic Custom 660, Classic De Luxe 550 und Ambassador 990 überliefert. Sie waren bei 2840 mm Radstand 4920 mm lang, 1840 mm breit und 1450 mm hoch. Der Kombi Cross Country 660 war bei gleichem Radstand 4800 mm lang, 1880 mm breit und 1390 mm hoch.
Ab 1965 gab es die Modelle Classic de Luxe, Classic Custom und Ambassador 990. Der Classic de Luxe wurde 1967 und der Classic Custom 1971 eingestellt. Die Serienfertigung des Ambassador 990 endete 1972, allerdings wurde er auf Wunsch bis 1975 gefertigt. Sie hatten 2946 mm Radstand und waren 5077 mm lang, 1892 mm breit und 1415 mm hoch. Ein Motor mit 3770 cm³ Hubraum trieb sie an. Den Kombi Cross Country 660 Tornado gab es von 1965 bis 1972 und den Kombi Cross Country 990 Ambassador von 1965 bis 1968. Sie waren bei 2845 mm Radstand 4902 mm lang, 1892 mm lang und 1455 mm hoch.
Etwa 70.000 Rambler entstanden.

### Torino (1966–1981)

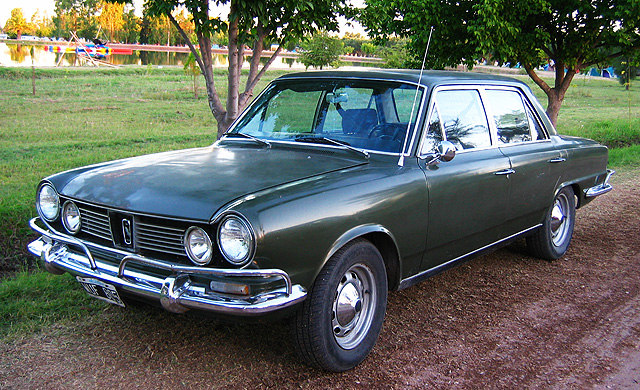
Torino TS als Limousine

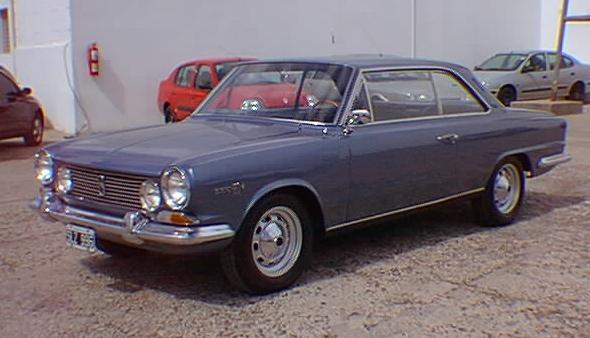
Torino 380 W Cupé

Die Basis der Fahrzeuge bildete der AMC Rambler. Pininfarina hatte die Karosserie überarbeitet.
Die ersten Ausführungen waren der 300 von 1966 und der 300 S von 1967. Die viertürige Limousine mit 2723 mm Radstand war 4725 mm lang, 1778 mm breit und 1410 mm hoch. Ein Sechszylindermotor mit 2965 cm³ Hubraum und 117 PS trieb die Fahrzeuge an. Daneben gab es ab 1966 den L und ab 1969 den 380. Sie hatten den Motor mit 3770 cm³ Hubraum und 132 PS. 1970 wurden diese vier Ausführungen eingestellt.
Von 1970 bis 1973 gab es die Limousinen S mit dem kleinen Motor und TS mit dem großen Motor.
Der TS wurde 1974 als Flotillero verkauft.
Letzte Limousine war der SE, auch Grand Routier genannt, den es von 1974 bis 1981 gab. Hier leistete der Motor mit 3770 cm³ Hubraum 178 PS.
Die ersten Coupés waren der 380 ab 1966, der L ebenfalls ab 1966 und der 380 W ab 1969. Die Fahrzeuge waren bei 2723 mm Radstand 4725 mm lang, 1778 mm breit und 1410 mm hoch. Der Motor leistete 132 PS aus 3770 cm³ Hubraum.
Der TS von 1970 bis 1973 hatte den gleichen Motor.
Im GS 200 von 1970 bis 1973 und im GS 200 7 bancadas von 1973 bis 1976 leistete der Motor 205 PS.
Im TS 7 bancadas aus der Zeit von 1973 oder 1975 bis 1977 war die Motorleistung wieder auf 178 PS reduziert.
Im TSX von 1974 oder 1977 bis 1979 sowie im ZX  von 1979 bis 1981 leistete der Motor 200 PS.
Andere Quellen geben an, dass der Torino bis 1983 hergestellt wurde, oder im Kundenauftrag sogar bis 1992. Insgesamt entstanden fast 100.000 Fahrzeuge.
Der Markenname dieser Modelle ist nicht eindeutig. Genannt werden IKA, später IKA Renault, Renault und Torino.

## Produktionszahlen
Nachfolgend eine Übersicht über die Produktionszahlen einzelner Modelle der eingestellten Markennamen.
| Modell                      | Von  | Bis  | Produktionszahl | Quelle |
| --------------------------- | ---- | ---- | --------------- | ------ |
| Jeep                        | 1956 | 1978 | 38.388          | [ 19 ] |
| Jeep Pick-up                | 1956 | 1978 | 46.629          | [ 19 ] |
| Jeep Carguero               | 1966 | 1969 | 589             | [ 19 ] |
| Jeep Estanciera             | 1957 | 1966 | 65.766          | [ 20 ] |
| Jeep Baqueano               | 1959 | 1963 | 13.222          | [ 20 ] |
| Jeep Utilitario             | 1959 | 1967 | 5.264           | [ 20 ] |
| Jeep Gladiator              | 1963 | 1965 | 8.456           | [ 21 ] |
| Jeep Gladiator Súper        | 1965 | 1967 | 7.167           | [ 21 ] |
| Jeep T 80                   | 1967 | 1975 | 10.262          | [ 21 ] |
| Jeep T 1000                 | 1970 | 1978 | 1.926           | [ 21 ] |
| Kaiser Carabela             | 1958 | 1961 | 10.282          | [ 25 ] |
| Bergantín                   | 1960 | 1962 | 7.998           | [ 26 ] |
| Bergantín Súper 6           | 1961 | 1962 | 353             | [ 26 ] |
| Rambler Classic Custom      | 1962 | 1963 | 7.604           | [ 33 ] |
| Rambler Classic Custom      | 1962 | 1486 | 9.090           | [ 33 ] |
| Rambler Ambassador 400      | 1962 | 1963 | 2.348           | [ 33 ] |
| Rambler Cross Country       | 1962 | 1963 | 5.003           | [ 33 ] |
| Rambler Classic Custom 660  | 1963 | 1964 | 9.010           | [ 33 ] |
| Rambler Classic De Luxe 550 | 1963 | 1964 | 4.530           | [ 33 ] |
| Rambler Ambassador 990      | 1963 | 1964 | 2.587           | [ 33 ] |
| Rambler Cross Country 660   | 1963 | 1964 | 3.929           | [ 33 ] |
| Rambler Classic De Luxe     | 1965 | 1967 | 6.195           | [ 33 ] |
| Rambler Classic Custom      | 1965 | 1971 | 12.171          | [ 33 ] |
| Rambler Ambassador 990      | 1965 | 1975 | 7.093           | [ 33 ] |
| Torino 300                  | 1966 | 1970 | 5.030           | [ 34 ] |
| Torino L                    | 1966 | 1970 | 3.340           | [ 34 ] |
| Torino 300 S                | 1967 | 1970 | 8.482           | [ 34 ] |
| Torino S                    | 1970 | 1973 | 4.688           | [ 34 ] |
| Torino TS                   | 1970 | 1973 | 1.920           | [ 34 ] |
| Torino SE                   | 1973 | 1978 | 13.510          | [ 34 ] |
| Torino Flotillero           | 1974 | 1974 | 27              | [ 34 ] |
| Torino Grand Routier        | 1978 | 1981 | 5.537           | [ 34 ] |
| Torino 380 Cupé             | 1966 | 1970 | 12.208          | [ 34 ] |
| Torino 380 W Cupé           | 1966 | 1970 | 1.241           | [ 34 ] |
| Torino TS Cupé              | 1970 | 1973 | 19.797          | [ 34 ] |
| Torino TS 7 bancadas Cupé   | 1973 | 1977 | 12.164          | [ 34 ] |
| Torino GS Cupé              | 1971 | 1973 | 369             | [ 34 ] |
| Torino GS 7 bancadas Cupé   | 1973 | 1976 | 231             | [ 34 ] |
| Torino TSX Cupé             | 1974 | 1979 | 6.661           | [ 34 ] |
| Torino ZX Cupé              | 1979 | 1981 | 4.587           | [ 34 ] |